# Masse volumique apparente
"Densité" sèche apparente
La masse volumique apparente ou plus précisément la masse volumique apparente sans tassement (ou plus généralement sans déformation de volume), souvent appelée improprement densité apparente, est une grandeur utilisée surtout avec les substances se présentant sous forme de poudre ou de granulés, notamment dans le secteur agroalimentaire, en pédologie pour la description des sols, ou dans le secteur de la construction, afin de rendre compte de la masse de matériau granulaire solide sec contenue dans un volume donné, comprenant le volume d'air des interstices présents entre les grains. Le volume total externe apparent de l'échantillon est égal à la somme du volume des grains solides secs et du volume de l'espace poreux remplis d'air compris entre les grains : 
{\displaystyle {\text{Volume Total}}_{\text{ (Externe apparent)}}={\text{Volume}}_{\text{ (Grains solides secs)}}+{\text{Volume}}_{\text{  (Pores)}}}
et, la masse volumique apparente ({\displaystyle \rho _{\text{app}}}) est définie comme :
{\displaystyle \rho _{\text{app}}=\mathrm {\frac {Masse_{\text{ (Grains solides à l'état sec)}}}{{\text{Volume Total}}_{\text{ (Externe apparent de l'échantillon non déformé)}}}} }.
Pour un matériau granulé ou pulvérulent, conservé à l'état sec, sa masse volumique apparente peut varier selon qu'il soit plus ou moins tassé ou, au contraire, aéré (foisonnement), en fonction de son mode de manutention.
Dans le cas d'un sol gorgé d'eau dans des proportions variables au moment du prélèvement ou d'un sédiment immergé et saturé en eau, la masse volumique apparente de l'échantillon à l'état sec doit être obligatoirement rapportée à son volume initial au moment du prélèvement. Comme on se réfère nécessairement au volume initial du prélèvement intact on ne doit pas se préoccuper d'éventuelles variations de volume du matériau poreux meuble provoquées par le départ de son eau interstitielle. On considère donc le squelette granulaire solide dans son état initial intact et non-déformé en conditions in situ. La référence au volume initial de l'échantillon humide et non perturbé permet de s'affranchir de toute variation de son volume sec due à sa compaction après égouttage de l'eau interstitielle, ou induite par le retrait de dessiccation des minéraux argileux après séchage. Le mode de prélèvement de l'échantillon ne doit pas non plus modifier son volume original in situ. L'échantillonnage des sols superficiels aérés et riches en tourbe peut être affecté par des problèmes de compaction lors du prélèvement. 
Pour les matériaux poreux indurés (roches dures, béton, briques, céramiques…), la question de variation éventuelle du volume (tassement) ne se pose pas car le volume externe après séchage de l'échantillon est égal au volume initial à l'état humide. Lorsque l'échantillon est obtenu par carottage, son volume est simplement celui d'un cylindre.
Selon l'usage et l'application envisagée, la masse volumique s'exprime en grammes par centimètre cube (g/cm3), kilogrammes par litre (kg/L) ou en tonnes par mètre cube (tonne/m3).

## Domaines d'application

### Matériaux pulvérulents ou granulaires secs
Dans le cas de mélanges de matériaux pulvérulents ou granulaires, on désigne également, par extension, par masse volumique apparente le rapport de la masse d'un ensemble hétérogène à composition définie de substances distinctes, éventuellement stockées séparément, par le volume total occupé par ces substances une fois mélangées.
La détermination de la masse volumique apparente peut être réalisée pour tous types de matériaux granulaires ou pulvérulents tels que les engrais,, le café vert, le café torréfié, le café soluble, le thé soluble, ainsi que pour les poudres servant à la fabrication des céramiques techniques.

### Pédologie, sédimentologie et géotechnique

Représentation schématique de la porosité d'un sol ou d'un sédiment partiellement occupée par un liquide (ici de l'eau) et un gaz

En pédologie, sédimentologie et en géotechnique, on parle aussi de la "masse volumique sèche" (ou par abus de langage de "densité sèche") d'un échantillon de sol, ou de sédiment, sec obtenu après évaporation de toute son eau interstitielle après chauffage à l'étuve à 105 °C jusqu'à poids constant. 
La "masse volumique sèche" d'un sol (ou d'un sédiment) est la masse volumique apparente d'un sol (ou d'un sédiment) dont le squelette minéral rigide n'aurait subi aucune déformation mécanique après séchage et élimination complète de l'eau par évaporation et dont le volume initial apparent reste inchangé. Un exemple est celui d'un sol ou d'un sédiment sableux  (silice, SiO2) dont la porosité à l'état saturée est remplie d'eau pure (eau douce ou eau distillée, afin de ne pas laisser de résidu de sel solide cristallisé après évaporation de l'eau interstitielle). 
La masse volumique sèche ({\displaystyle \rho _{\text{(sèche)}}}) d'un sol est définie comme le rapport de la masse sèche de l'échantillon de sol au volume initial total apparent de l'échantillon humide et intact au moment du prélèvement :
{\displaystyle \rho _{\text{(sèche)}}=\mathrm {\frac {Masse_{\text{ (Sol sec)}}}{Volume_{\text{ (Initial apparent de l'échantillon humide et intact)}}}} }.
La masse de l'échantillon de sol (ou de sédiment) sec est celle des grains secs des minéraux (et éventuellement de la matière organique). Le volume est le volume initial total apparent de l'échantillon humide intact occupé par les grains et les pores du sol. Après séchage (et en absence de cristallisation indésirable et significative de sels dissous résiduels), l'eau interstitielle du sol est remplacée par de l'air et la masse de solide sec correspond à celle des grains minéraux du squelette du sol ou du sédiment. Pour éviter toute confusion possible concernant la nature et la valeur exacte du volume au dénominateur de la fraction : le volume de l'échantillon sec ou celui de l'échantillon humide (?), on se réfère toujours au volume initial total apparent de l'échantillon humide et intact (c.-à-d., non-déformé). Cela offre l'avantage de s'affranchir de toutes variations de volume suite au traitement de l'échantillon et surtout de faire référence aux conditions in situ initiales non perturbées du sol ou du sédiment en place avant prélèvement pour sa caractérisation.
Il s'agit du volume de l'échantillon humide juste après le prélèvement et n'ayant pas subi de déformation mécanique due au chauffage et au séchage de l'échantillon.
En effet, pour des sols argileux, ou très riches en matière organique, des variations de volume de l'échantillon sont possibles après séchage, en cas de retrait des argiles gonflantes (smectites, montmorillonite…), ou de décomposition de la matière organique, et d'apparition de fissures dans l'échantillon.
En fonction de la nature, de la structure, de la texture et de la granulométrie du sol (sable, argile, limon, tourbe…) ou du sédiment, de sa provenance (terrestre ou marine) et de la salinité de l'eau interstitielle, certaines précautions ou hypothèses doivent être prises en compte ou vérifiées pour assurer une détermination correcte de la densité sèche d'un échantillon donné.
En anglais, la "masse volumique sèche" se traduit par "dry bulk density" ({\displaystyle \rho _{\text{bulk, dry}}}).